# Tagelswangen
Tagelswangen är en ort i kommunen Lindau i kantonen Zürich i Schweiz. Den ligger cirka 11,5 kilometer nordost om centrala Zürich och cirka 9 kilometer sydväst om Winterthur. Orten har 2 372 invånare (2021).